# Cia. Passabarret
Cia. Passabarret és una companyia de circ i pallasso de carrer fundada el 1995 a Valls (Tarragona). És considerada com la companyia degana del circ de carrer a la província de Tarragona, amb una trajectòria d'una vintena d'espectacles de carrer, sala i vela de circ.

## Trajectòria
La companyia es va estrenar davant del públic el maig de 1996 a la XIII Marató de l'Espectacle del Mercat de les Flors amb la proposta malabar "Qui té la pela?". Des de llavors han treballat ininterrompudament com una de les companyies més actives del sector amb més d'una vintenta de propostes que els han portat a escenaris de tot l'Estat, a més de països com França, els Països Baixos, Jordània, Cuba o Colòmbia, i al costat de pallasos com Joan Montanyès i Martínez, Pepa Plana o Guillem Albà, encara que destaca la influència de pallassos internacionals com El Payaso Chacovachi o Jango Edwards, amb qui el 2010 van estrenar a FiraTàrrega l'espectacle "Big Boss & Tandarica Circus", en el qual el clown americà exercia de mestre de cerimònies. També han treballat al costat d'alguns dels més importants noms de la música balcànica, com Fanfare Ciocarlia o Emir Kusturica.
El seu espectacle bandera va ser el show itinerant i musical "Tandarica Orkestar" (2004), amb el qual van realitzar setze temporades. Al 2014 van iniciar la seva primera gira amb carpa pròpia per Catalunya, "Tandarica Circus Experience". També al 2014 van començar a treballar per Pallassos Sense Fronteres, amb qui van fer la seva primera expedició.
El 2018 estrenen "Josafat", un espectacle de circ de sala basat en la novel·la modernista de Prudenci Bertrana que fou premiat amb el Gran Premi BBVA Zirkólika dels Premis de Circ de Catalunya, com a millor espectacle de l'any. El 2019 la companyia s'incorpora a la gira "Vekante" del Circ Teatre Rosa Raluy com a pallassos titulars, sent la seva primera experiència en el circ clàssic itinerant.

## Premis
- Primer Premi a l'espai OFF del Festival de Circ Trapezi al millor número 2005
- Premi Zirkólika a la Millor iniciativa per a la projecció del circ per La Circoteca 2015[15]
- Gran Premi Zirkólika BBVA al Millor Espectacle de Circ per "Josafat" 2018[16]
- Premi Zirkólika al Millor Espectacle de circ de carpa per "Vekante" del Circ Teatre Rosa Raluy (Cia. Passabarret eren els pallassos titulars de l'espectacle en rebre el premi) 2019[17]

## Altres projectes
El 2012 la companyia vallenca va obrir "La Circoteca", un espai de circ al nucli urbà de Valls on aglutinen tota la seva activitat, des de la producció i distribució d'espectacles al lloguer d'estructures circenses o la seva pròpia escola de circ i pallassos. "La Circoteca" és un paraigües per altres companyies de circ del Camp de Tarragona. El 2022 ampliaren el projecte obrint l'espai de circ estable i exterior "El Circ de Valls".